# Methodios Anthrakites
Methodios Anthrakites (en griego: Μεθόδιος Ανθρακίτης; 1660-1736) fue un clérigo ortodoxo griego, autor, educador, matemático, astrónomo, físico y filósofo.
Dirigió las Escuelas Gioumeios y Epiphaneios en Ioannina. También apoyó el uso del idioma del pueblo en la educación en lugar de las formas arcaicas del griego. Estuvo involucrado en una controversia sobre el coridalismo. Es conocido por haber sido perseguido por introducir el pensamiento filosófico moderno en la educación griega, el incidente es ampliamente conocido como el asunto Methodios. Hizo una contribución significativa al crecimiento de la Ilustración griega moderna durante la ocupación otomana de Grecia.

## Biografía
Anthrakites nació en el pueblo de Kaminia (Καμινιά) o Kamnia (Καμνιά), en la región de Zagori (Epiro). Estudió en la escuela Gioumeios (más tarde Balaneios) en Ioannina con Georgios Sougdouris. Después de convertirse en sacerdote, se fue a Venecia en 1697, donde estudió filosofía, matemáticas, geometría, trigonometría, astronomía y física. Su estancia allí duró hasta 1708. Fue sacerdote en San Giorgio dei Greci. Estaba asociado con Meletius Tipaldi, un exortodoxo griego convertido al catolicismo romano que vivía en Venecia, quien instó a Methodios a publicar tres de sus obras en la imprenta de Nikolaos Glykis. En 1699 se publicó Teorías con consejos cristianos y psicobeneficiosos para todo cristiano, 1707 Visita espiritual y en 1708, Pastor de ovejas razonables. Regresó a Grecia en 1708 y se convirtió en el primer director del Ierospoudasterion, una nueva escuela fundada en Kastoriá en Macedonia. Georgios Kastriotis fue su benefactor, un rico griego de Kastoria, que vivía en Valaquia. Anthrakites se centró en la enseñanza de la filosofía europea contemporánea y las matemáticas.
En 1710, fue llamado para hacerse cargo de la dirección de la Escuela Kyritzi en Kastoria. En la institución impartió Matemáticas, los Elementos de Euclides, Esférica según Teodosio, Geometría teórica y uso práctico de instrumentos geométricos. También enseñó micrometría, altitud, medición de superficie, geodesia, iconografía, coreografía, estereometría, holometría y, a veces, trigonometría. Enseñó el estudio de las esferas, el astrolabio, la geografía y la óptica. Anthrakites fue un pionero educativo. Se hizo rápidamente extremadamente popular. El caso Galileo de 1633  involucró al profesor del erudito griego Corydalleus, Cesare Cremonini. Tema era la incredulidad en el heliocentrismo.
Tanto la educación católica como la educación griega se centraró en la filosofía neoaristotélica. Los antrakitas intentaron romper las barreras y enseñar la filosofía y la lógica europeas modernas. Trató de centrarse en las nuevas enseñanzas de Descartes y Malebranche, mientras que las nuevas ideologías filosóficas eran sospechosas en toda Europa y prohibidas en algunos países.  La fama de Anthrakites reunió a un gran número de seguidores. Algunos de sus alumnos incluyeron a Eugenios Voulgaris, Sevastos Leontiadis y Balanos Vasilopoulos. Balanos Vasilopoulos publicó las notas matemáticas Anthrakites en 1749. Fueron utilizadas en los libros de texto griegos durante los años venideros. En su libro El camino de las matemáticas, posteriormente editado y reimpreso por su alumno Balanos Vasilopoulos, los antraquitas se refirieron al sistema heliocéntrico copernicano, aunque apoyaban el sistema geocéntrico.
Anthrakites también comenzó a introducir el lenguaje coloquial en su enseñanza. Esto contrastaba con la posición en Constantinopla. Los ancianos de la iglesia consideraban que la tradición griega se encontraba en el complejo idioma griego antiguo. Utilizó métodos de enseñanza no convencionales. La iglesia empezó a sospechar de sus métodos de enseñanza. Así como Galileo y Descartes intentaron superar barreras, los antraquitas también corrieron la misma suerte que sus contemporáneos. Finalmente estuvo involucrado en el asunto Methodios. Como Galileo enfrentó a la Inquisición a causa del heliocentrismo. Los antraquitas se enfrentaron a un destino similar por enseñarlo.
Sus enseñanzas fueron consideradas inusuales y despertaron sospechas en los círculos de la iglesia que comenzaron a cuestionar sus métodos. Anthrakites renunció al Ierospoudasterion en 1718 y se trasladó a Siatista, y luego a Macedonia, donde enseñó durante otros dos años. Estaba asociado con una poderosa comunidad, pero no pudieron ayudarlo contra las calumnias proferidas en su contra. Regresó a Kastoria y en 1723 compareció ante el obispo de Ohrid, Ioasaph, para defender su fe cristiana. Después de ese viaje, regresó a Ioannina, donde se convirtió en director del Gioumeios. Anthrakites fue suspendido ("despojado") por la Iglesia. Los eruditos de Ioannina protestaron por la decisión ante el obispo de Nikopolis Paisios.
El 23 de agosto de 1723, el Patriarcado de Constantinopla Jeremías III lo acusó formalmente de herejía como seguidor del místico español Miguel de Molinos y del quietismo y pronunció una condena de sus enseñanzas. Mientras estuvo en Constantinopla se escondió en el sótano durante meses negándose a quemar sus notas y libros. Fue el período más difícil de su vida. Sus libros reflejaron sus pensamientos sobre geometría, lógica, física, aritmética euclidiana y filosofía. Fue acusado de una conspiración satánica. Finalmente quemó sus libros en el patio.
Anthrakites fue restaurado como maestro, pero solo se le permitió seguir al coridalismo; posibilitó, sin embargo, la Ilustración griega moderna. A partir de 1725 se convirtió en director de la Escuela Epiphaneios en Ioannina, probablemente hasta su muerte en 1736. Algunos de sus alumnos se hicieron muy importantes dentro de la comunidad griega y utilizaron sus métodos y teorías de enseñanza. Eugenios Voulgaris, uno de ellos, finalmente enseñó en la Escuela Maroutsaia desde 1742 hasta 1746,  la física y las matemáticas de Gottfried Wilhelm Leibniz e Isaac Newton. También leyó a los filósofos John Locke y Thomas Hobbes. 

## Obras
Algunos de sus manuscritos se han perdido a causa de su excomunión. Sus obras conocidas son:
- Επίσκεψις Πνευματική “Visita espiritual“, Venecia, 1707
- Βοσκός λογικών προβάτων “Pastor de ovejas racionales”, Venecia, 1708
- Θεωρίαι χριστιανικαί και ψυχοφελείς νουθεσίαι “Teorías cristianas y consejos espirituales”, Venecia, 1708
- Οδός Μαθηματική “The Way of Mathematics” (editado por Balanos Vasilopoulos), Venecia, 1749
- Λογική ελάττων “Lógica menor”, 1953
- Εισαγωγή της Λογικής “Introducción a la Lógica”, (manuscrito)
- Λόγος εις τον προφήτην Ηλίαν ”Sermón sobre el profeta Elías”, (manuscrito)